# Hraběcí stezka
 Hraběcí stezka je okružní 8,5 kilometrů dlouhá zeleně značená turistická trasa Klubu českých turistů v Hanušovické vrchovině a okrese Ústí nad Orlicí obsluhující turistické zajímavosti jihovýchodně od města Králíky. V seznamu tras KČT nese číslo 4297.

## Popis trasy
Počátek a konec okružní trasy se nachází na Králickém Velkém náměstí na rozcestí s červeně značenou trasou 0415 spojující Orlické hory s Králickým Sněžníkem, naučnou stezkou vojenské historie Králíky a se zde výchozí žlutě značenou trasou 7275 k směřující k poutnímu místu u kaple nejsvětější Trojice nad Vysokým Potokem. S ní vede Hraběcí stezka z počátku v souběhu jihovýchodním směrem ulicemi Valdštejnova, Sadová a V Aleji na okraj zástavby a do úbočí Hory Matky Boží. U čtvrté kaple zdejší křížové cesty souběh končí a stezka se stáčí k jihu do údolí Plynárenského potoka. Jeho údolím stoupá již jako lesní pěšina k Mariánskému prameni a od něj severovýchodním směrem ke klášteru na vrcholu Hory Matky Boží. Zde opět vstupuje do souběhu s trasou 7275, která sem přichází podél křížové cesty přímo, a vede po silnici do nedaleké Dolní Hedče, kde souběh končí. Hraběcí stezka odtud klesá jihozápadním směrem po silnici, kterou opouští v blízkosti pramene Marie Pomocné. Poté po lesní cestě obchází z jihu a západu masiv Lískovce, opět kříží Plynárenský potok a ulicemi Karla Čapka, Růžovou a Dlouhou přichází opět na Velké náměstí v Králíkách, kde končí.

## Historie
Hraběcí stezka dříve nestoupala na Horu Matky Boží delší trasou okolo Mariánského pramene, ale přímo v souběhu s trasou 7275.

## Turistické zajímavosti na trase
- Městské muzeum Králíky
- Východočeský památník celnictví
- Sakrální památky podél křížové cesty na horu Matky Boží
- Alej ke klášteru podél křížové cesty
- Soustava pramenů okolo Mariánského v údolí Plynárenského potoka
- Hora Matky Boží s klášterem, vyhlídkovým místem a skupinou památných stromů
- Pramen Panny Marie Pomocné včetně Mariánského sloupu nad Horní Orlicí
- Vyhlídková místa ve svazích Lískovce
- Mariánský sloup v lokalitě U Laviček